# 1984年夏季奧林匹克運動會中華台北代表團
1984年夏季奧林匹克運動會中華臺北代表團是中華民國（台灣）以“中華台北”名義，參與在美國洛杉磯舉行的1984年夏季奧林匹克運動會，為首次以「中華台北」名義參加夏季奧運。總共獲得1枚銅牌。這次參加選手為38位，參加12種運動，共40個項目。
1980年7月，莫斯科奧運會期間，國際奧會召開年會改選主席，結果由西班牙籍奧會委員薩馬蘭奇接任。薩氏原任西班牙駐蘇聯大使，原政治中人，對國際關係折衝既有興緻也有經驗、能力。就任後隨即向中華民國籍國際奧會委員徐亨先生表示，願意就「中國問題」與兩岸協商，並解決中華奧會與國際奧會間之訴訟案。在當時國際體壇耆老，足球總會會長哈維蘭奇（Havelange）穿梭之下，各方終於達成初步協議，中華臺北成為了中華民國參與部分國際組織與幾乎大部分運動賽事的名稱，包含了奧林匹克運動會。

## 獎牌榜
| 名次 | 運動員 | 運動 | 項目         |
| ---- | ------ | ---- | ------------ |
| 銅牌 | 蔡溫義 | 舉重 | 男子60公斤級 |

## 成績

### 游泳
- 林俊宏-男子400公尺自由式-第35名
- 林俊宏-男子1500公尺自由式-第25名
- 吳明勳-男子400公尺自由式-第33名
- 吳明勳-男子1500公尺自由式-第23名（破亞運紀錄）
- 吳明勳-男子400公尺混合式-第22名
- 繆洪-男子100公尺自由式-第30名
- 繆洪-男子200公尺自由式-第27名（破亞運紀錄）
- 文珊-女子200公尺蝶式-第22名（破全國紀錄）
- 文珊-女子200公尺自由式-第18名（破亞運紀錄）
- 文珊-女子400公尺自由式-第15名（破亞運紀錄）
- 文珊-女子800公尺自由式-第17名（破全國紀錄）
- 張惠堅-女子200公尺蝶式-第27名（破全國紀錄）
- 張惠堅-女子200公尺自由式-第28名
- 張惠堅-女子400公尺自由式-第24名
- 張惠堅-女子800公尺自由式-第20名

### 射箭
- 塗志成-男子個人-第42名（2376分）
- 呂瑞瓊-女子個人-第42名（2226分）

### 田徑
- 陳長明-男子馬拉松-第56名
- 吳清錦-男子110公尺跨欄-未晉級決賽（破亞運紀錄）
- 劉金鎗-男子跳高-未晉級
- 陳鴻雁-男子標槍-第24名
- 李福恩-男子跳遠-未晉級
- 李福恩-男子十項全能-第19名
- 古金水-男子十項全能-第16名
- 賴利嬌-女子400公尺跨欄-第18名（破全國紀錄）
- 劉燕秋-女子跳高-第27名
- 李蕙貞-女子標槍-第22名
- 蔡麗嬌-女子七項全能-第18名

### 拳擊
- 鍾保明-男子48公斤級-未晉級
- 陳金銘-男子51公斤級-未晉級

### 自由車
- 李福祥-男子1公里個人計時賽-第22名
- 李福祥-男子個人領先計分賽-未晉級
- 李福祥-男子個人爭先賽-未晉級決賽
- 徐進德-男子4公里個人追逐賽-第31名

### 擊劍
- 李台忠-男子個人銳劍-第57名
- 李台忠-男子個人鈍劍-第45名
- 蔡興祥-男子個人銳劍-第37名
- 蔡興祥-男子個人鈍劍-第54名

### 柔道
- 趙進富-男子60公斤級-未晉級決賽
- 廖德成-男子71公斤級-未晉級決賽
- 孫義雄-男子78公斤級-未晉級
- 張守忠-男子86公斤級-未晉級決賽

### 現代五項
- 陳功亮-男子個人-第48名

### 帆船
- 林樞文、林耀文-男子470型-第19名

### 射擊
- 杜台興-男子自由手槍-第10名（破全國紀錄）
- 蔡白生-男子定向飛靶-第29名
- 楊清松-男子定向飛靶-第41名

### 舉重
- 鍾永吉-男子52公斤級-第12名
- 陳聖元-男子52公斤級-第16名
- 邱毓川-男子56公斤級-第12名
- 蔡溫義-男子60公斤級- 銅牌

### 角力
- 羅文基-男子自由式52公斤級-未晉級

### 棒球（示範運動）
本屆夏季奧林匹克運動會棒球為示範項目，中華台北代表團最終獲得銅牌。
- 總教練：吳祥木
- 教練團：林家祥、高英傑、李來發。
- 管　理：林敏政。

- 投　手：郭泰源、莊勝雄、杜福明、涂鴻欽、劉秋農。
- 捕　手：涂忠男、曾智偵、江泰權。
- 內野手：趙士強、葉志仙、楊清瓏、林華韋、吳復連、呂文生、吳德生（現已改名吳俊達）。
- 外野手：李志俊、李居明、林易增、宋榮泰、蔡生豐。

※註：投手郭進興、廖照鎔和內野手洪正欽三人也列入本屆奧運國手名單並且隨隊赴美，直到奧運開賽前才被剔除。

※註：郭進興現已改名郭尚豪，吳德生（現已改名吳俊達）。

### 網球（示範運動）
- 許美珠-女子單打-未晉級

## 外部連結
- Official Olympic Reports

Template:NOCin1988SummerOlympics